# آلیس اس. فیشر
آلیس اس. فیشر (انگلیسی: Alice S. Fisher؛ زادهٔ ۲۷ ژانویهٔ ۱۹۶۷) سیاست‌مدار و وکیل اهل ایالات متحده آمریکا است. او از دانش‌آموختگان دانشگاه وندربیلت است.